# تحليل التكلفة والحجم والربح
يُعد تحليل التكاليف–الحجم–الربح (CVP) في الاقتصاد الإداري شكلاً من أشكال محاسبة التكاليف. وهو نموذج مبسط يُستخدم بشكل خاص في التعليم الأساسي ولأغراض اتخاذ القرارات قصيرة الأجل.

## نظرة عامة
الجزء الأساسي من تحليل التكاليف–الحجم–الربح (CVP) هو تحديد النقطة التي تتساوى فيها الإيرادات الإجمالية مع التكاليف الإجمالية (سواء الثابتة أو المتغيرة). عند هذه نقطة التعادل، لا تحقق الشركة ربحًا ولا تتكبد خسارة. وغالبًا ما تُستخدم هذه النقطة كتحليل أولي يسبق دراسة CVP بشكل أكثر تفصيلًا.
يستخدم تحليل التكاليف–الحجم–الربح (CVP) نفس الفرضيات الأساسية المعتمدة في تحليل نقطة التعادل. وتتمثل الفرضيات التي يقوم عليها تحليل CVP فيما يلي:
- يُفترض أن سلوك كل من التكاليف والإيرادات خطي ضمن نطاق النشاط ذي الصلة.(ويُستثنى من ذلك تأثير الخصومات على الكميات سواء في المشتريات أو المبيعات).
- يمكن تصنيف التكاليف بدقة إلى تكاليف ثابتة وتكاليف متغيرة.
- التغيرات في مستوى النشاط هي العامل الوحيد المؤثر على التكاليف.
- تفترض النماذج أن جميع الوحدات المنتجة يتم بيعها، أي لا يوجد مخزون نهائي من السلع التامة.
- في حال بيع أكثر من منتج، يبقى مزيج المنتجات ثابتًا، أي أن نسبة كل منتج إلى إجمالي المبيعات لا تتغير.

مكونات تحليل التكاليف–الحجم–الربح (CVP):
- مستوى أو حجم النشاط.
- أسعار بيع الوحدة
- التكلفة المتغيرة لكل وحدة
- إجمالي التكاليف الثابتة
- تكلفة القوى العاملة المباشرة وغير المباشرة

## الافتراضات
تفترض CVP ما يلي:
- ثبات سعر البيع لكل وحدة؛
- ثبات التكلفة المتغيرة لكل وحدة؛
- ثبات إجمالي التكاليف الثابتة؛
- عدد الوحدات المباعة يساوي عدد الوحدات المنتجة.

إن هذه الافتراضات مبسطة وخطية إلى حد كبير، وهي افتراضات غالبًا ما يتم افتراضها ضمنيًا في المناقشات الأولية حول التكاليف والأرباح. في العلاجات والممارسات الأكثر تقدمًا، تكون التكاليف والإيرادات غير خطية، ويكون التحليل أكثر تعقيدًا، ولكن الحدس الذي توفره CVP الخطية يظل أساسيًا ومفيدًا.
أحد الطرق الرئيسية لحساب تحليل التكاليف–الحجم–الربح (CVP) هو استخدام نسبة الربح إلى الحجم، والتي تُحسب بالعلاقة:
(المساهمة ÷ المبيعات) × 100، وهذه النسبة تُظهر نسبة الربح إلى الحجم.
- المساهمة تعبر عن المبيعات بعد خصم التكاليف المتغيرة.

وبالتالي، تعبر المساهمة عن الربح المضاف عن كل وحدة من التكاليف المتغيرة.

## النموذج الرياضي

### الرسم البياني الأساسي
تؤدي افتراضات نموذج التكاليف–الحجم–الربح (CVP) إلى المعادلات الخطية التالية للتكاليف الإجمالية والإيرادات الإجمالية (المبيعات):
التكاليف الإجمالية = التكاليف الثابتة + (التكلفة المتغيرة لكل وحدة × عدد الوحدات) الإيرادات الإجمالية = سعر البيع × عدد الوحدات
وهذه المعادلات خطية بسبب افتراضات ثبات التكاليف والأسعار، ولا يوجد تمييز بين الوحدات المنتجة والوحدات المباعة، حيث يُفترض تساويهما. تجدر الإشارة إلى أنه عند رسم مثل هذا المخطط البياني، يتم غالبًا افتراض نموذج CVP الخطي ضمنيًا.
بالرموز:
{\displaystyle {\text{TC}}={\text{TFC}}+V\times X}
{\displaystyle {\text{TR}}=P\times X}
حيث
- TC = التكاليف الإجمالية
- TFC = التكاليف الثابتة الإجمالية
- V = التكلفة المتغيرة لكل وحدة
- X = عدد الوحدات
- TR = الإيرادات الإجمالية (المبيعات)
- P = سعر بيع الوحدة

يُحسب الربح بطرح التكاليف الإجمالية من الإيرادات الإجمالية (TR − TC) ، ويُعتبر ربحًا إذا كانت النتيجة موجبة، وخسارة إذا كانت سالبة.

### تحليل تفصيلي
يمكن تفصيل التكاليف والمبيعات، مما يوفر رؤية أعمق حول العمليات.
يمكننا تقسيم التكاليف الإجمالية إلى تكاليف ثابتة بالإضافة إلى تكاليف متغيرة:
{\displaystyle {\text{TC}}={\text{TFC}}+V\times X}
باتباع مبدأ المطابقة بين جزء من المبيعات والتكاليف المتغيرة، يمكننا تحليل المبيعات على أنها تتكون من المساهمة بالإضافة إلى التكاليف المتغيرة، حيث تمثل المساهمة "ما يتبقى بعد خصم التكاليف المتغيرة". يمكن اعتبار المساهمة "المساهمة الهامشية لكل وحدة في الربح"، أو "المساهمة في تغطية التكاليف الثابتة".
بالرموز:
{\displaystyle {\begin{aligned}{\text{TR}}&=P\times X\\&={\bigl (}\left(P-V\right)+V{\bigr )}\times X\\&=\left(C+V\right)\times X\\&=C\times X+V\times X\end{aligned}}}
حيث
- C = مساهمة لكل وحدة (الهامش)

يؤدي طرح التكاليف المتغيرة من كل من التكاليف والمبيعات إلى تبسيط الرسم البياني والمعادلة الخاصة بالربح والخسارة.
بالرموز:
{\displaystyle {\begin{aligned}{\text{PL}}&={\text{TR}}-{\text{TC}}\\&=\left(C+V\right)\times X-\left({\text{TFC}}+V\times X\right)\\&=C\times X-{\text{TFC}}\end{aligned}}}

رسم تخطيطي يربط جميع الكميات في CVP.

يمكن ربط هذه الرسوم البيانية بمخطط بياني أكثر تعقيدًا، يوضح أنه عند طرح التكاليف المتغيرة، تنخفض خطوط المبيعات والتكاليف الإجمالية لتصبح خطوط المساهمة والتكاليف الثابتة.
لاحظ أن الربح أو الخسارة لأي عدد معين من وحدات المبيعات يظل كما هو، وبشكل خاص، فإن نقطة التعادل تظل نفسها سواء تم حسابها على أساس:
المبيعات = التكاليف الإجمالية أو المساهمة = التكاليف الثابتة.
رياضيًا، يتم الحصول على الرسم البياني للمساهمة من الرسم البياني للمبيعات من خلال عملية قص (Shear)، وتحديدًا بواسطة المصفوفة التالية:{\displaystyle \left({\begin{smallmatrix}1&0\\-V&1\end{smallmatrix}}\right)}
حيث
V تمثل التكلفة المتغيرة لكل وحدة.

## التطبيقات
يسهّل تحليل CVP حساب نقطة التعادل في تحليل التعادل، كما يتيح عمومًا حساب مبيعات الدخل المستهدف بطريقة مبسطة. كما يُبسط تحليل المفاضلات قصيرة الأجل في القرارات التشغيلية.

## القيود
يُعد تحليل CVP تحليلًا هامشيًا قصير الأجل؛ إذ يفترض ثبات تكلفة الوحدة المتغيرة وإيراد الوحدة، وهو ما يُعد مناسبًا للانحرافات الصغيرة عن مستويات الإنتاج والمبيعات الحالية. كما يفترض وجود تقسيم واضح بين التكاليف الثابتة والتكاليف المتغيرة، رغم أن جميع التكاليف تُعد متغيرة على المدى الطويل. أما في التحليل طويل الأجل، الذي يأخذ في الاعتبار دورة حياة المنتج بالكامل، فعادةً ما يُفضَّل استخدام المحاسبة المبنية على الأنشطة (Activity-Based Costing) أو المحاسبة المبنية على الإنتاج (Throughput Accounting).
عند إجراء تحليل CVP، يتم توضيح النقطة التي لا تحقق فيها الشركة ربحًا ولا تتكبد خسارة، مما يعني أن الشركة تعمل عند نقطة التعادل.
1. يُعتبر فصل التكاليف الإجمالية إلى مكوناتها الثابتة والمتغيرة مهمة صعبة دائمًا.
2. من غير المرجح أن تبقى التكاليف الثابتة ثابتة مع زيادة الإنتاج لتتجاوز نطاقًا معينًا من النشاط.
3. التحليل يقتصر على النطاق ذي الصلة، وقد تصبح النتائج غير موثوقة إذا تجاوزنا هذا النطاق.
4. إلى جانب الحجم، هناك عوامل أخرى تؤثر على التكاليف مثل التضخم والكفاءة والطاقة الإنتاجية والتكنولوجيا.
5. من غير العملي افتراض أن مزيج المبيعات سيظل ثابتًا، حيث يعتمد ذلك على تغير مستويات الطلب..
6. يعتمد افتراض الخطية في التكلفة الإجمالية والإيرادات الإجمالية على ثبات تكلفة الوحدة المتغيرة وسعر البيع دائمًا. في الواقع العملي، يكون هذا الافتراض صالحًا ضمن النطاق أو الفترة ذات الصلة، ومن المحتمل أن يتغير مع مرور الوقت.[2]